# Zamach w Mogadiszu (21 września 2015)
Zamach w Mogadiszu – zamach terrorystyczny, który miał miejsce 21 września 2015 roku w stolicy Somalii Mogadiszu. Do zamachu przyznało się powiązane z Al-Kaidą ugrupowanie terrorystyczne Asz-Szabab.

## Szczegóły zamachu
Do zdarzenia doszło przed pałacem prezydenckim w Mogadiszu, gdzie terroryści zdetonowali samochód pułapkę. Celem ataku prawdopodobnie była delegacja ONZ, jednak w wyniku eksplozji nikt z delegacji nie ucierpiał. Głównymi ofiarami byli wojskowi i cywile. W wybuchu zginęło 11 osób, a 22 osoby zostały ranne. W zamachu zginęło dwóch Polaków, jednym z nich był Abdulcadir Gabeire Farah, prezes Fundacji dla Somalii.